# C.G. Valentin
C.G. Valentin (født 1990) er en dansk fantasyforfatter. Hun er uddannet socialpædagog og er i gang med uddannelsen Skrivekunst på SDU.